# Valdanchella
Valdanchella es un género de foraminífero bentónico de la subfamilia Dictyoconinae, de la familia Orbitolinidae, de la superfamilia Orbitolinoidea, del suborden Orbitolinina y del orden Loftusiida. Su especie tipo es Simplorbitolina? miliani. Su rango cronoestratigráfico abarca el Valanginiense (Cretácico inferior).

## Discusión
Clasificaciones previas incluían Valdanchella en el suborden Textulariina del orden Textulariida o en el orden Lituolida.

## Clasificación
Valdanchella incluye a las siguientes especies:
- Valdanchella dercourti †
- Valdanchella miliani †